# André-Louis Cholesky
André-Louis Cholesky (Montguyon, 15 ottobre 1875 – Bagneux, 31 agosto 1918) è stato un matematico e militare francese di discendenza ucraina.
Frequenta l'École polytechnique dal 1895 al 1897: sono suoi professori Camille Jordan e Henri Becquerel. Dal 1897 al 1899 è allievo della École d'Application de l'Artillerie et du Génie. Opera poi nel servizio geografico dello stato maggiore dell'Armée e si distingue per capacità matematiche. Impegnato nell'attività geodetica di revisione del meridiano di Parigi, per migliorare i procedimenti per il calcolo di minimi quadrati definisce il procedimento di decomposizione di matrici ora noto con il suo nome, presentato per la prima volta in un manoscritto datato 2 dicembre 1910. Ufficiale di artiglieria nella prima guerra mondiale, muore per le ferite riportate sul campo di battaglia.
Il suo procedimento viene pubblicato solo nel 1924 da un ufficiale di nome Benoit e la sua importanza viene riconosciuta solo dopo la seconda guerra mondiale. John Todd lo espone in un corso di Analisi numerica al King's College di Londra nel 1946; una prima analisi del metodo viene effettuata da Fox, Huskey e Wilkinson nel 1948; ancora nel 1948 lo stesso Alan Turing studia la sua stabilità numerica.